# トップシャム (メイン州)
トップシャム（英: Topsham）は、アメリカ合衆国メイン州のサガダホク郡にある町。人口は8,784 人（2010年）。トップシャムは、ポートランド・サウスポートランド・ビデフォード都市圏に属している。町では毎年トップシャム祭が開催されている。

## 歴史
のちにトップシャムとなる地域はサワクックと呼ばれ、アナサガンティクック族インディアン（現在のアンドロスコギン族）の支族であるペジェプスコット・アベナキ族の領土であり、アンドロスコギン川を支配していた。彼らはペジェプスコット滝で漁労をして生活していた。しかし、おそらくはヨーロッパ人がもたらした天然痘と考えられる疫病のために、1615年から1616年の間に人口が激減した。1632年6月16日、プリマス委員会がトマス・パーチェイスとジョージ・ウェイにこの地域を払下げた。その後リチャード・ワートンの手に渡り、さらに1714年にはペジェプスコット・カンパニーが所有するところとなった。
1716年に最初の製材所がカサンス川沿いに建設され、1717年にはイングランドのデヴォンにある町トップシャムから採ってトップシャムと名付けられた。1764年1月31日にはマサチューセッツ植民地議会によって町として法人化された。初期には造船業と製材業が重要な産業であり、特に製材業は1750年から1770年に活発だった。他に製粉所やレンガ工場もあった。ペジェプスコット滝が工場を動かす水力を提供し、扉、窓枠、梯子の工場、屋根材の工場、時計工場、陶磁器製作所、釘工場、ピッチフォーク工場、革なめし場2か所、タバコ製造所、長石採石場2か所、大理石加工場があった。1856年、サガダホク農業・園芸協会がその建物と催事場を建設し、毎年トップシャム祭を開催するようになった。
1756年、「アンドロスコギン川橋のプロプライエター」がブランズウィックとトップシャムを繋ぐ有料橋を建設した。この橋は1842年の火事で焼失した。現在あるフランク・J・ウッズ橋は1932年に開通し、「緑の橋」と呼ばれている。1936年、大洪水がブランズウィックとトップシャムを襲い、歩行者用の「跳ね橋」を損傷させ、アンドロスコギン川はペジェプスコット工場の下を通って流れるようになった。
トップシャムとブランズウィックは地下鉄道 (秘密結社)に関して安全な隠れ家があったと考えられている。通常の地下鉄道は比喩的に地下にあることになっているが、この2つの町ではその一部が文字通り地下にあり、隠れ家の間を通すトンネルを使っていた。これらのトンネルは赤レンガを側壁に、アーチ状の天井があり、平たいレンガで底面を舗装し、幅は5フィート (1.5 m) ほどあり、徒歩だけでなく必要ならば馬や荷車を容易に通すこともできた。トップシャムのトンネルは、アンドロスコギン川沿いのグラニー・ホール・ミルからサミュエル・ビージー邸まで造られ、途中でチャールズ・トンプソン邸やウォーカー・ホームステッドを通っていた。
ブランズウィック・アンド・トップシャム水道地区は1903年に法人化された。

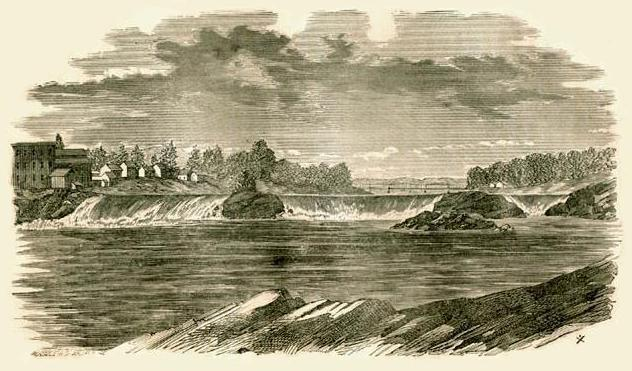
ペジェプスコット滝、1869年
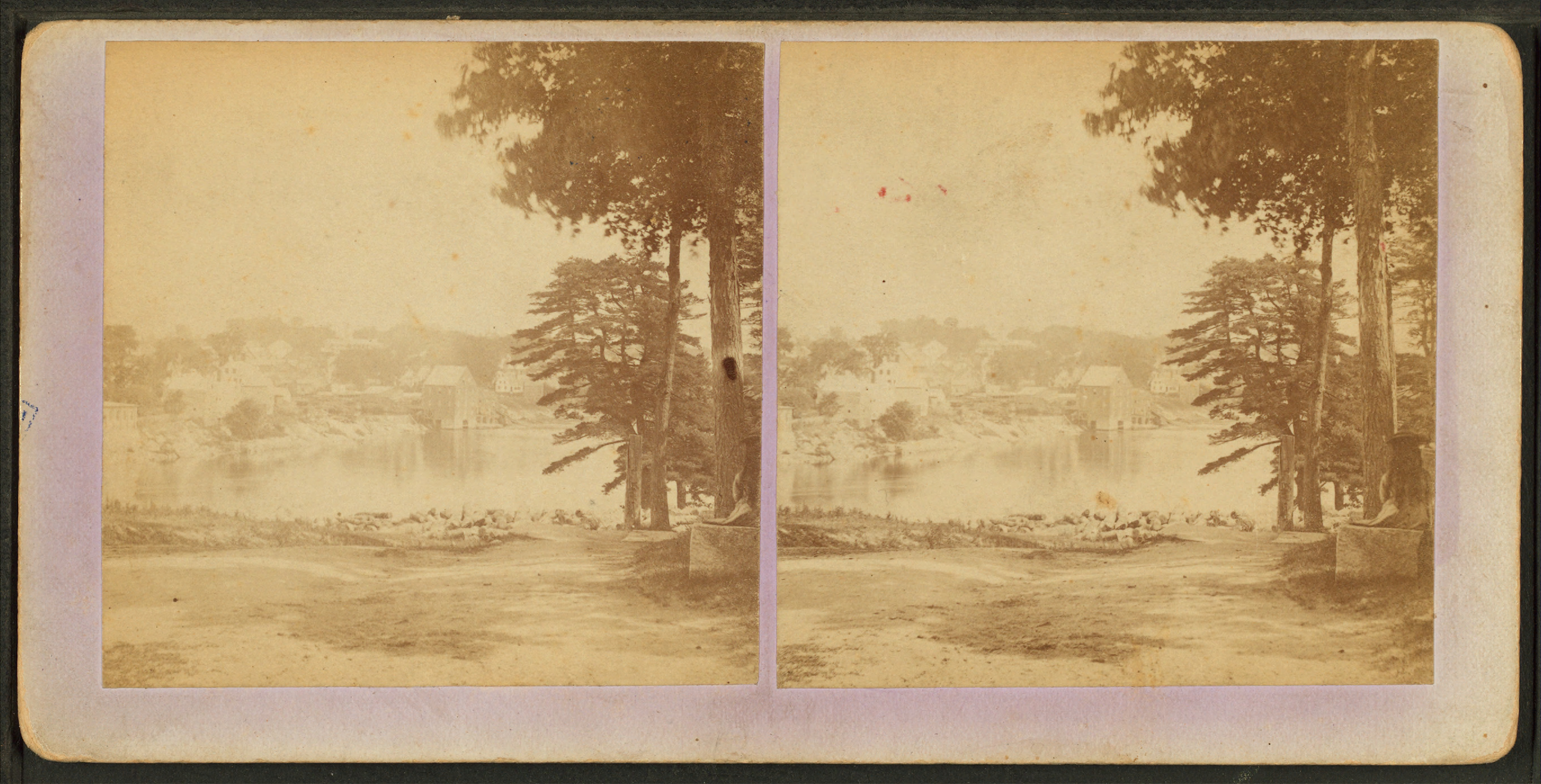
1875年のトップシャム
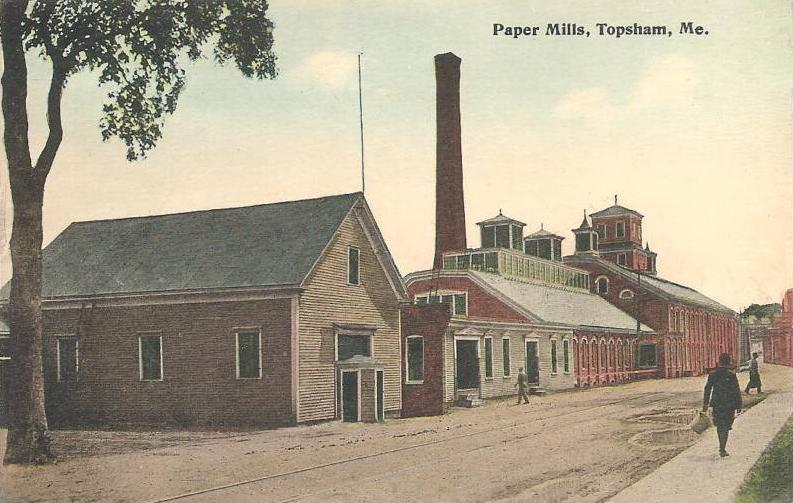
製紙工場、1912年頃

## 地理
アメリカ合衆国国勢調査局に拠れば、町域全面積は35.59平方マイル (92.18 km2)であり、このうち陸地32.20平方マイル (83.40 km2)、水域は3.39平方マイル (8.78 km2)で水域率は9.52%である。メリーミーティング湾のアンドロスコギン川河口に位置し、町内はカサンス川とマッディ川が流れている。
町内を州間高速道路295号線、アメリカ国道201号線、さらにメイン州道24号線と同196号線が通っている。北はボーディンとボーディナム、南はブランズウィック、北西はダーラムとリスボンの各町に接している。

## 人口動態

### 2010年国勢調査
以下は2010年国勢調査による人口統計データである。
| 基礎データ - 人口: 8,784 人 - 世帯数: 3,720 世帯 - 家族数: 2,453 家族 - 人口密度: 105.3人/km2（272.8 人/mi2） - 住居数: 4,167 軒 - 住居密度: 50.0軒/km2（129.4 軒/mi2） 人種別人口構成 - 白人: 96.1% - アフリカン・アメリカン: 0.8% - ネイティブ・アメリカン: 0.3% - アジア人: 1.3% - その他の人種: 0.3% - 混血: 1.2% - ヒスパニック・ラテン系: 1.6% | 年齢別人口構成 - 18歳未満: 20.6% - 18-24歳: 5.6% - 25-44歳: 23.4% - 45-64歳: 31.6% - 65歳以上: 18.8% - 年齢の中央値: 45歳 - 性比（女性100人あたり男性の人口） - 総人口: 90.1 世帯と家族（対世帯数） - 18歳未満の子供がいる: 28.6% - 結婚・同居している夫婦: 52.8% - 未婚・離婚・死別女性が世帯主: 9.5% - 非家族世帯: 34.1% - 単身世帯: 27.0% - 65歳以上の老人1人暮らし: 12.5% - 平均構成人数 - 世帯: 2.32人 - 家族: 2.81人 |

### 2000年国勢調査
以下は2000年国勢調査による人口統計データである。
| 基礎データ - 人口: 9,100 人 - 世帯数: 3,424 世帯 - 家族数: 2,461 家族 | 収入と家計 - 収入の中央値 - 世帯: 47,682米ドル - 家族: 52,134米ドル - 性別 - 男性: 35,943米ドル - 女性: 25,581米ドル - 人口1人あたり収入: 21,135米ドル - 貧困線以下 - 対人口: 4.1% - 対家族数: 3.0% - 18歳未満: 53.8% - 65歳以上: 0% |

## 教育
トップシャムがある地域の公立学校はメイン州地域教育学区第75が管轄している。小学校は、ウィリアムズ・コーン学校とウッドサイド学校の2校である。アララト山中学校とアララト山高校がある。

## 見どころ
- アンドロスコギン歩行者用跳ね橋
- ブラッドリー池農園保護地[11]
- カサンス川自然保護地[12]
- ペジェプスコット製紙会社工場
- トップシャム祭[13]

## 著名な出身者
- ホルマン・S・メルチャー、南北戦争の軍人、政治家